# 中国大陸
中国大陸（ちゅうごくたいりく、英: Mainland China）は、ユーラシア大陸（アジア大陸）の東に存在する現代国家としての中国の領域に含まれる陸地を指す、中国で使われ始めた用語。類義語として中国内地（ちゅうごくないち）や中国本土（ちゅうごくほんど）が用いられる（詳細は#類語にて記述）。

## 定義
中華人民共和国で使われる表現である。大陸という用語は近代以前には使わなかった用語であり、英語でヨーロッパ大陸を指す「Continent」を日本で漢字の「大陸」と表現し、アジアでも使われ始めた用語である。大陸の正確な表現としては、欧州大陸、北米大陸、南米大陸などと表現する。中国の場合、日本列島、朝鮮半島などと相応して、中国国内では「中国大陸」という表現を好んで使うが、ドイツとフランスが欧州大陸に存在するからといってドイツ大陸、フランス大陸とは呼ばないように、「中国大陸」という表現は誤った表現である。 「米国大陸」という表現も間違っており、正確な表現は北米大陸である。
中華人民共和国（中国）と中華民国（台湾）では政治及び法律の分野で公的に用いられており、中国では中国大陸（ちゅうごくたいりく）、台湾では大陸地区（たいりくちく）という別称も使用されている。基本的な領域はアジア大陸部と海南島及びそれらに付属する島嶼であるが、詳細な範囲は用語の使用者・使用時期により異なっているため、用語の利用状況に留意する必要がある。

### 中国側の定義
中華人民共和国の領土から台湾・香港・マカオを除いた地域。モンゴルは独立した国として認められている。
具体的な例としては、香港返還直前の1997年2月に全国人民代表大会常務委員会が採択した『中華人民共和国香港特別行政区基本法の第百六十条を根拠とする従前から香港にある法の処理に関する全国人民代表大会常務委員会の決定』の附件三-8において、中国の領土は「中国大陸・台湾・香港及びマカオで構成される」と明確に定義している。

### 台湾側の定義

2006年刊行の『中華民國年鑑』に基づく中華民国の公式な領土。モンゴルを独立した国として認めていない。
台湾地区
大陸地区

中国大陸・香港・マカオを一括する総称。地域としてのモンゴルを含む場合と含まない場合がある。
台湾側の定義には混乱があり、また場合によって定義自体が変わることもあって、台湾政府はこれを解決する為、対中特別機関の「大陸委員会」を作り、この大陸委員会に中国・香港・マカオに関する事務を任せた。台湾政府の司法判断や法令の条文、行政府の実務においては「中華人民共和国の実効支配下にある地域」を「中国大陸」としているが、それぞれの解釈は異なっている：
- 1954年に最高行政法院（中国語版）が下した「43年判字第11号」[5]は「大陸」を「民国三十八年の政府遷台から今日まで淪陷し、窒礙の状態にある地」[注 3]と記し、同年に司法院が下した憲法解釈の「釈字第31号」[6]は、「大陸各省市及び蒙古・西藏」を「中共に占領された地域」と規定している。
- 1982年に最高法院が下した「71年台上字第8219号」の判例[7]でも、「我が国の大陸領土は共匪によって一時的に盗まれている」[注 4]が「それは依然として固有の領土である」[注 5]と記している。
- 法令の条文や行政の実務における実例は、「中共」・「共匪」と表現していた中華人民共和国と実務的な接触が生じるようになった1980年代後半から発生するようになった。例えば、行政院が中華人民共和国との業務全般を担う部署として1988年に設置した機関は「行政院大陸工作会報」と命名され、1991年に行政院大陸委員会へと改編された。
- 法令上の用例としては、1989年に大陸工作会報が公布した「台湾地区と大陸地区の民衆の間接通話開放を実施する方法」[8]において「大陸地区」が事実上「中華人民共和国の実効支配地域」を意味する語として用いられ、1991年に中華民国憲法の増修条文が公布されると「大陸地区」が憲法上の用語となった。この時点では「大陸地区」の範囲が法令上は明文化されていなかった。
- 1992年に制定された「台湾地区と大陸地区の人民関係条例」[2]第2条第2項で「大陸地区」は「台湾地区以外の中華民国の領土」であり、かつ同条例の施行細則第三条[9]で「本条第二条第二項の執行区域は、中国共産党の支配下にある地区を指す[注 6]」と法的に規定された。

## 範囲

### 中国

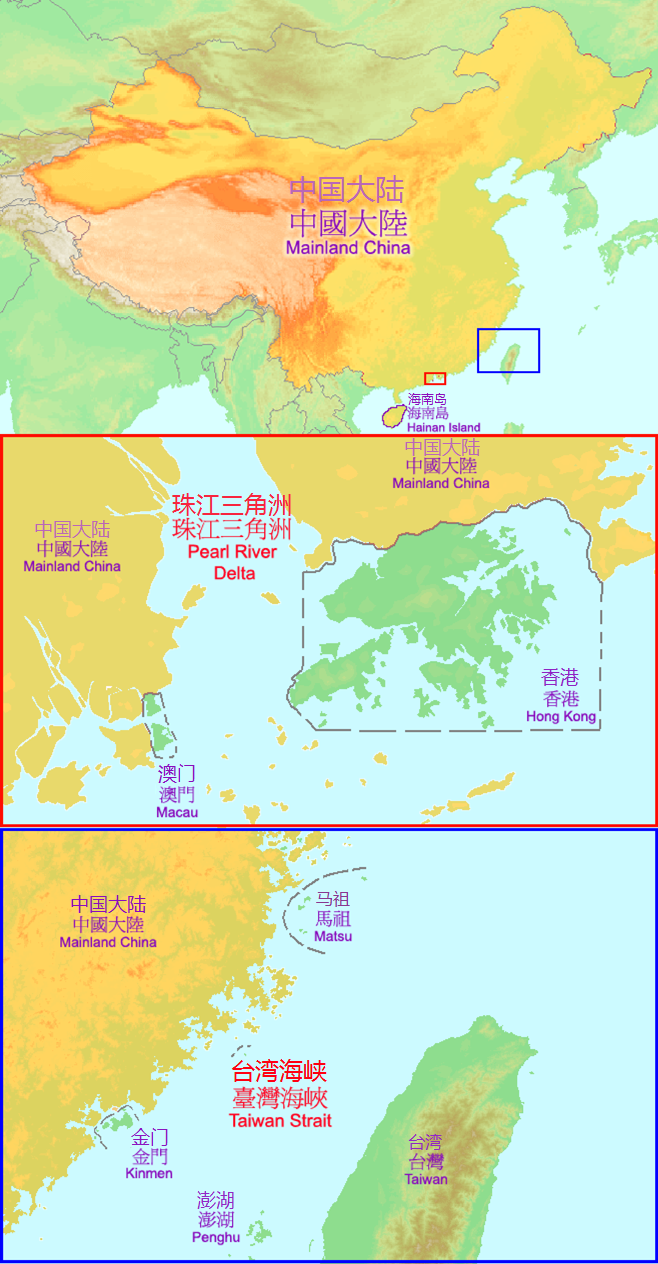
中華人民共和国における中国大陸
上段：アジア大陸部（中国大陸）と海南島
中段：中国大陸と香港・澳門の位置関係
下段：中国大陸と台澎金馬（台湾地区）の位置関係

中華人民共和国（中国）における「中国大陸」ないし「祖国大陸」は、中国政府が領有権を主張している領域の内から特定の地域を除外した範囲を指す（領有権を主張する範囲については、中華人民共和国#地理及び中華人民共和国#領土問題を参照のこと）。ただし除外される範囲は、中国政府の用例を見ると1980年代以前と1990年代以降とで差異が見られるため注意が必要である。

#### 1980年代以前の用例
1980年代以前の中国政府による用例では、1. 中華民国が実効支配を続ける台湾地区（自由地区）、及び2. 民間の定住者がいない南海諸島以外で中国政府が領有権を主張する領域を「中国大陸」としていた。
具体的用例としては、1958年9月に全国人民代表大会常務委員会が承認した『中華人民共和国政府の領海に関する声明』の第一条において、領海を12海里とする「規定が及ぶ範囲」を「中華人民共和国の一切の領土」とし、具体的範囲として「中国大陸及びその沿岸島嶼」、「台湾及びその周囲各島、澎湖列島、東沙群島、西沙群島、中沙群島、南沙群島」と記載している。また、1987年10月に中華人民共和国国務院が公表した『探親旅行で祖国大陸に来た台湾同胞の受け入れに関する中華人民共和国国務院弁公庁の通知』において、中華人民共和国が実効支配している地域を「祖国大陸」または「大陸」、中華民国が実効支配している地域を「台湾」と記載している。

#### 1990年代以降の用例
1990年代以降の中国政府による用例では、1. 主権が外国（植民地）から中国に移管された香港及びマカオ、及び2. 中華民国が実効支配を続ける台湾以外で中国政府が領有権を主張する領域を「中国大陸」としている。
この用法は、マカオ返還直前の1999年10月に採択された『《中華人民共和国マカオ特別行政区基本法》第百四十五条を根拠とする従前からマカオにある法の処理に関する全国人民代表大会常務委員会の決定』の附件四-6でも踏襲された上、香港では『釈義及び通則条例』第2A(3)条、マカオでは『回帰法』附件四-六において法的に明文化されている。
なお、中国政府が主権移管後の香港及びマカオを中国大陸と別個に扱っているのは、一国二制度により特別行政区とされた両地域が植民統治終了後も中国のその他地域とは異なる政治・法律体系を引き続き採っており、中央政府の直接支配が及んでいないからである。実際、同じ国内でありながら、香港・マカオと中国大陸とでは相互に出入国管理にあたる出入境管理を行っている（詳細は香港の査証政策及びマカオの査証政策を参照のこと）。

### 台湾

中華民国の行政機関である内政部と外交部の資料に基づく実務上の定義
台湾地区
大陸地区

中華民国（台湾）における「中国大陸」ないし「大陸地区」は、教育部編纂の国語（標準中国語）辞典である『教育部重編國語辭典修訂本』において「台湾地区以外の中華民国の領土」と説明されている。ただし1949年の中央政府遷台から2006年までの期間、該当する範囲は行政府の公告資料と法令及び司法府・行政府が用いる実務上の定義との間で整合性が取れていなかった。

#### 行政院の公告資料
台湾地区以外の中華民国の領土は、2006年まで行政院新聞局編纂の『中華民國年鑑』で公告されていた。

中華民国の実効支配地域
中華人民共和国の実効支配「大陸地区」

2006年刊行の『中華民國九十四年年鑑』では、中華民国の国土（「土地」）を「台湾地区」（第一篇第二章第一節）と「大陸地区」（第一篇第二章第二節）とに分けて記載し、「大陸地区」の項にて中国大陸の範囲を解説している（詳細は中華民国#地理及び中華民国#行政区分、または中華民国の領域を参照のこと）。
具体的な範囲は①1727年から1941年までの間に清朝または中華民国が諸外国と条約で確定させた国境線内のアジア大陸地域、及び②南海諸島のうち中央政府遷台後に中華民国が実効支配していない島々であり、中華人民共和国が実効支配する領域の他に、モンゴル国、パミール高原、蔵南地区、及び江心坡等の中華人民共和国以外の国が実効支配する領域がある。
大陸地区の領域は、国民大会と立法院の選挙区、及び監察院公署の区割りに反映され、第一回国民大会代表選挙と第一回監察委員選挙（1947年）、及び第一回中華民国立法委員選挙（1948年）は大陸地区と台湾地区の双方で実施された。大陸地区も内包した中華民国の領域は中央政府遷台以降も万年国会が存在している間は名目上使用され続けてきたが、1990年代に組織変革で万年国会が消滅すると『中華民國年鑑』等の政府公告資料でのみ確認できる存在となった。
2006年11月1日発行の『中華民國年鑑（民国94年・2005年版）』（行政院新聞局編）を最後に、2021年3月現在に至るまで中華民国政府は政府刊行物で大陸地区の領域に関する情報を公告していない。

## 類語

### 香港側の内地
特別行政区を除く中華人民共和国の実効支配地域に関しては、「中国大陸」のほかにもいくつかの呼称が用いられる。香港・澳門では「内地」（ただし英語は「the Mainland」）も使われることがある。例えば、香港、澳門住民が大陸地区を訪問する際に使用する身分証は「港澳居民来往内地通行証」である。
「内地」は台湾ではもともと日本統治時代に日本本土を指す言葉として用いられていた歴史的な背景もあり、植民地宗主国を思わせる上、中華人民共和国や特別行政区の体制側がよく使うために媚びが感じられ、受け入れられていない。「対岸」は台湾でのみ使える相対的で場面を選ぶ用語である。「中共」は、中華人民共和国を認めない含みがあるため、当の中国当局がこの用法を拒否している。「中国」は、香港・マカオを含むと考えられるので多くの場合「中国大陸」と範囲が異なるほか、中国語圏で台湾を含まないことを念頭に使用する（たとえば「中国」と「台湾」を同格に並べる）場合は、中華民国体制・一つの中国論を否定する政治的な意味が強い。このため消去法で、比較的中立である「中国大陸」が選ばれる面がある。
ただし、香港では返還後に大陸部から押し寄せた旅行者や移民への反感により、「大陸」の言葉自体がいささか侮蔑的ニュアンスを含むようになってしまった。「大陸仔」（大陸から来た男性）「大陸妹」（大陸から来た女性）などが完全に侮蔑的表現として定着したほか、「大陸」という言葉自体が形容詞として「マナーの悪い」「汚い」などの意味で用いられるようになったため（例として「道端で立ち小便するなんて、彼はなんて大陸なんだろう」など）、香港政府は「大陸」や「中国大陸」という表現を避け「内地」を好んで用いることが多い（大陸人→内地人、内地同胞など）。これはもともと差別用語でなかった「支那」という言葉が現代の日本語で差別的とされ、「中国」がもっぱら用いられるのと同じケースである。

### 台湾側の対岸・中国
台湾では台湾海峡を挟み向かい合うことから「対岸」、中国共産党政権の統治下であることから本来は同党の略称である「中共」が同義語として使われ、台湾独立派には、あえて台湾がそれに含まれないことを強調する政治的意図から「中国」と呼ぶ向きがある。